# Harlestone
Harlestone – wieś w Anglii, w hrabstwie Northamptonshire, w dystrykcie (unitary authority) West Northamptonshire. Leży 7 km na północny zachód od miasta Northampton i 103 km na północny zachód od Londynu. Miejscowość liczy 420 mieszkańców.